# 中国—塔吉克斯坦关系

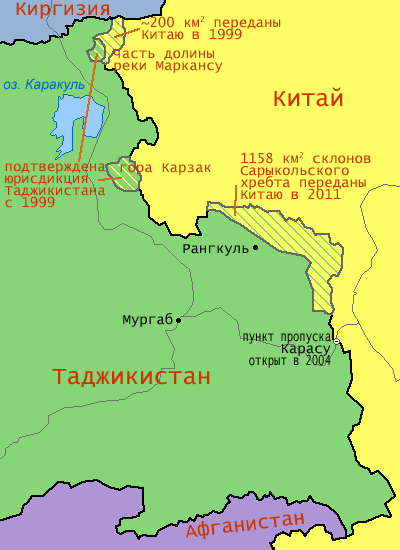
中華人民共和國與塔吉克斯坦共和国的邊界及领土变化（1999年-2011年），「Китай」指中國，「Таджикистан」則是指塔吉克

中華民國的法理行政區劃及相關領土糾紛。當中紫色部分為實際上由塔吉克控制的帕米爾高原，中華民國政府聲索。涵蓋的範圍幾乎為塔國戈爾諾-巴達赫尚自治州全境。2011年，塔方帕米尔高原以东1158平方公里土地正式交付中方。

中国—塔吉克斯坦关系，简称中塔关系，是指中華人民共和國與塔吉克斯坦共和国之間的雙邊關係。今日，中塔兩國之間仍然有着經貿、文化和軍事上的聯繫。

## 歷史
中國和塔吉克斯坦之間的接觸可以追溯至漢朝，公元前2世紀時期西漢設立西域都護府，管轄居於塔什庫爾干的居民；塔什庫爾幹位於絲綢之路的交通樞紐，故當時居於當地的人受到東方文化和西方文化的影響，逐漸發展成後來的塔吉克族。
大宛位於現烏茲別克斯坦、塔吉克斯坦和吉爾吉斯斯坦三國交界處的費爾干納盆地:391。西漢時，汉武帝派遣使者到訪大宛，打算以財物換取當地出產的汗血馬，但該名使者遭到殺害；太初元年（前105年），汉武帝派將軍李广利率領数万名兵員攻打大宛，被沿途的小国攻击，只有十分之一至二的士卒能夠活着回國:71。太初三年（前102年），汉武帝再次派李广利率領六万多名士兵攻打大宛，並把18万名守边士兵派駐到甘肅酒泉，以作后援之用；李广利率領的軍隊击败大宛的抵抗，围攻貳師城，當地贵族殺死大宛君主，献出马匹投降:171。塔什库尔干石头城被认为是塔吉克族的祖先所建立的古都，關於這座都城的记载最早見於《梁书》。
1850年代，沙俄闖入帕米尔高原偵察，為日後的領土要求準備；其後，沙俄以脅迫的手段強迫清廷與之簽訂《續勘喀什噶爾界約》（《伊犁條約》的一個子約），勘分兩國在帕米爾地區的邊界。雖然此份為不平等條約，不過就明確地規定了清俄在帕米爾高原的邊界，成為了日後的中蘇邊界的依據。其後，沙俄在1893年末與英國秘密瓜分帕米爾，在翌年與清廷就帕米爾問題換文。
蘇聯解體後，中華人民共和國是其中一個最早承认塔吉克斯坦独立的国家。其後，中華人民共和國和塔吉克斯坦就邊界問題談判。2011年，塔吉克斯坦正式将1158平方公里土地划归中国。
2022年1月4日，中塔两国建交30周年，中国国家主席习近平同塔吉克斯坦总统拉赫蒙互致贺电。

## 政治
两国同为上海合作组织成员国。
2013年，中塔兩國签訂協議，決定將兩國之間的雙邊关系提升為「战略伙伴关系」；2014年下半年，塔吉克总统埃莫馬利·拉赫蒙在接受採访時以「偉大鄰國」形容中国，又指發展對華关系是塔吉克外交的优先方向。
2017年8月31日，签订《中华人民共和国和塔吉克斯坦共和国关于建立全面战略伙伴关系的联合声明》，并签署《中塔合作规划纲要》，扩大和深化安全、基础设施建设、投资、经贸、能源资源、农业、金融、人文、生态环保等领域合作。2019年双方宣布，进一步深化全面战略伙伴关系。
塔吉克斯坦坚定奉行一个中国原则，重申中华人民共和国政府是代表全中国的唯一合法政府，台湾、西藏是中国领土不可分割的一部分。塔方反对任何形式的“台湾独立”，支持两岸关系和平发展和中国政府为实现国家和平统一所作的一切努力。
2021年7月14日，中国外交部长王毅访问塔吉克斯坦，并与塔吉克斯坦外长穆赫里丁举行会谈。王毅强调，中方将继续向塔方提供疫苗支持，加强发展战略对接，做大“中国-中亚五国”合作机制，帮助塔吉克斯坦办好上海合作组织峰会。双方还专门就阿富汗当前局势及下步演变深入交换了意见，就加强两国安全合作、维护边境地区稳定达成了重要共识。
2024年7月，双方宣布建立“新时代全面战略合作伙伴关系”。

## 经济
- 中国出口到塔吉克的商品（2012年）[15]
- 塔吉克出口到中国的商品（2012年）[16]

2012年，中華人民共和國與塔吉克的雙邊贸易總额为18.57亿美元，中國出口17.48亿美元到塔吉克，塔吉克則出口1.09亿美元來華；中國出口到塔吉克的貨品有紡織品及機械等，塔吉克則主要出口礦產品到中國。截至2012年，中華人民共和國是塔吉克第三大的贸易伙伴。
截至2014年12月，塔吉克的中资機構既有华为及中兴通讯等通讯企业，也有中铁五局及中國重型機械總公司等工程承包商。2015年上半年，中国农业银行在新疆乌鲁木齐召开研讨会，塔吉克斯坦农业投资银行和不同领域的中國企业均有派代表出席；研讨会旨在加强中塔兩國在金融範疇上的合作，並協助部署建设丝绸之路经济带。
2016年6月，中国宁夏塔吉克斯坦投资贸易洽谈会暨宁夏特色产品展销会在塔吉克斯坦举办。中国驻塔大使馆参赞孙岩出席。
| 年份   | 中国对塔出口 | 中国自塔进口 | 双边贸易总额 | 中国贸易顺差 |
| ------ | ------------ | ------------ | ------------ | ------------ |
| 2015年 | 179,883      | 5,204        | 184,886      | 174,480      |
| 2016年 | 172,459      | 3,125        | 175,583      | 169,334      |
| 2017年 | 132,421      | 4,671        | 137,092      | 127,751      |
| 2018年 | 142,814      | 7,685        | 150,499      | 135,130      |
| 2019年 | 158,950      | 8,462        | 167,412      | 150,488      |
| 2020年 | 101,783      | 4,527        | 106,310      | 97,257       |

### 投资
来自中国的第一笔大额投资是2007年中塔两国签署睦邻友好合作条约后引进的，2011年双方解决领土问题后中国投资开始大幅增长。中国投资广泛用于塔各个经济部门，特别是矿产资源勘探开发、通信、建筑、金融服务、电力、基础设施、化工、纺织工业、农业和农产品加工等领域。据塔国家投资与国资管理委员会提供的数据，截至2020年底，中国对塔经济领域的投资累计达30.15亿美元；2007-2020年塔经济领域从世界65个国家共计引进了103亿美元投资，中国投资约占其30%。2020年来自中国的投资为1.52亿美元，占当年塔引进外资总额的35.5%，其中的1.2亿美元为直接投资。

## 文化關係
自1997年起，汉语教学是塔吉克教育體制的一部分。塔吉克斯坦国立大学設有一所由該校和新疆师范大学合办的孔子学院，在2011年至2012年被誉為「全球先进孔子学院」；学院向成人、學生以至幼儿提供汉语教学，舉行了不同的文化活动，又為塔吉克的企业提供翻译服务。截至2014年9月，中國境內有逾2,000名塔吉克留學生。此外，在中国的北京外国语大学等一些高等院校里，亦有教师教授塔吉克语。

## 軍事關係
2006年下半年，中華人民共和國和塔吉克在庫洛布舉行代号為「协作-2006」的军事演习，演练在山地與恐怖组织交火的情況，是兩國首次進行联合军演。2012年6月，上海合作组织军事演习在塔吉克舉行，中国人民解放军運送了一批包括10台战车、6台火炮及6架直升机在內的軍備到當地。

## 援助
由於塔吉克在独立後的一段時間面临经济困难，中華人民共和國曾多次向塔吉克提供經濟上的支援，包括貸款和無償援助；1994年上半年，時任中華人民共和國國務院總理李鹏出訪中亚，並指出中方向中亚国家提供少量援助是表示友谊的方式。截至2010年，中國合共向塔吉克提供了逾3亿人民币的无偿援助；此外，中國在塔吉克援建了橋梁及道路等基礎建設，也曾向後者提供农业、工业及教育等领域上的援助。但是，中方企業曾在援建時拖欠塔吉克工人工资，造成勞資爭議，在當地引起关注。
例如，2016年12月，中国路桥工程有限责任公司与塔方签署文件，援助塔吉克斯坦库尔干秋别市和库洛布市道路修复二期项目。
中國多次经济援助塔吉克，而塔吉克亦曾對中國施以援助：汶川大地震後，塔吉克政府出於人道主义，向受灾地区提供救援物资，又讓灾区的一批小学生到塔吉克山区療養。
2019冠状病毒病疫情期间，中国于2021年6月30日向塔吉克斯坦捐赠的30万支科兴疫苗抵达杜尚别国际机场。中国驻塔吉克斯坦大使刘彬和塔吉克斯坦副总理萨多利约恩、外交部副部长参加迎接仪式。

## 交通

### 铁路
2021年开行了从青岛到杜尚别的中欧班列，预计15天到达杜尚别。

### 航空
中國南方航空、塔吉克索蒙航空经营塔吉克杜尚别国际机场至中国新疆乌鲁木齐地窝堡国际机场的航班。

## 双边条约
| 时间          | 名称 | 备注 |
| ------------- | --- | ---- |
| 1993年3月9日  | 《关于中华人民共和国和塔吉克斯坦共和国相互关系基本原则的联合声明》 |      |
| 1999年8月13日 | 《中华人民共和国和塔吉克斯坦共和国关于中塔国界的协定》、《中华人民共和国政府和塔吉克斯坦共和国政府关于禁止非法贩运和滥用麻醉药品、精神药物和管制化学品前体的合作协议》 |      |
| 2002年5月17日 | 《中华人民共和国和塔吉克斯坦共和国关于中塔国界的补充协定》 |      |
| 2003年9月2日  | 《中华人民共和国和塔吉克斯坦共和国关于打击恐怖主义、分裂主义和极端主义的合作协定》                                                                                     |      |
| 2007年1月15日 | 《中华人民共和国和塔吉克斯坦共和国睦邻友好合作条约》 |      |
| 2010年4月27日 | 《中华人民共和国政府和塔吉克斯坦共和国政府关于中塔国界线的勘界议定书》                                                                                                 |      |
| 2013年5月20日 | 《中华人民共和国和塔吉克斯坦共和国关于建立战略伙伴关系的联合宣言》 |      |
| 2014年9月13日 | 《中华人民共和国和塔吉克斯坦共和国关于进一步发展和深化战略伙伴关系的联合宣言》                                                                                         |      |
| 2017年8月31日 | 《中华人民共和国和塔吉克斯坦共和国关于建立全面战略伙伴关系的联合声明》、《中塔合作规划纲要》                                                                           |      |
| 2019年6月16日 | 《中华人民共和国和塔吉克斯坦共和国关于进一步深化全面战略伙伴关系的联合声明》                                                                                           |      |

## 外部連結
- 中华人民共和国驻塔吉克斯坦共和国大使馆官方网站（简体中文）（俄文）
  - 中华人民共和国驻塔吉克斯坦共和国大使馆经济商务处官方网站（简体中文）